# Nowy Probark
Nowy Probark (niem. Proberg) – osada w Polsce położona w województwie warmińsko-mazurskim, w powiecie mrągowskim, w gminie Mrągowo. W latach 1975–1998 miejscowość administracyjnie należała do województwa olsztyńskiego.

## Historia
W 1825 r. odłączono od Probarka kolonię, zwaną Nowym Probarkiem, która do 1928 r. stanowiła osobną jednostkę administracyjną. Z tego powodu w ciągu stulecia 1825-1925 Probark nazywano Starym Probarkiem. W 1870 r. Stary i Nowy Probark liczyły łącznie 300 mieszkańców.
Po 1949 r. było tu Państwowe Gospodarstwo Rolne. W 1973 r. osada należała do sołectwa Probark